# Bronisław Baczko
Bronisław Baczko (Varsavia, 13 giugno 1924 – Ginevra, 29 agosto 2016) è stato uno storico della filosofia polacco, specialista della Rivoluzione francese e delle utopie. Negli anni Sessanta del secolo scorso egli fu con Leszek Kołakowski, uno dei principali rappresentanti della scuola di Varsavia delle storia delle idee.

## Biografia
Bronisław Baczko nacque in una modesta famiglia ebraica di Varsavia. Quando la Germania invase la Polonia, si rifugiò nella zona orientale del paese. I suoi genitori sparirono nel ghetto. Dopo due anni in un kolkoz sovietico, si arruolò presso il corpo d'armata formato dai sopravvissuti del partito comunista polacco. Da ufficiale di questo corpo fece ritorno a Varsavia nel 1945..
Baczko si laureò in lettere nel 1952 presso l'università di Varsavia.. Vicino allo stalinismo allora dominante, Baczko si oppose alla filosofia rappresentata dalla scuola di Leopoli-Varsavia. La sua prima opera fu un pamphlet contro Tadeusz Kotarbinski, la cui filosofia non gli sembrava «abbastanza dialettica». Insegnò in patria fino al 1968, quando ne fu escluso, e lasciò la Polonia per raggiungere la Francia.
Proseguì il suo insegnamento in qualità di professore associato alla Facoltà di Lettere di Clermont-Ferrand, dal 1969 al 1973, poi all'università di Ginevra dove fu professore di storia delle mentalità e di storia dal 1974 fino al 1989, e professore onorario da quella data. Nello stesso periodo fondò, insieme a Jean Starobinski, il Gruppo di studi del XVIII secolo. I suoi studi sulla utopia nella politica sono una parte fondamentale della sua opera filosofica, concentrata soprattutto sull'illuminismo e i suoi filosofi, sulla Rivoluzione francese e sulle conseguenze sociali che ne derivarono e la seguirono. Lo studio dell'utopia diede a Baczko il destro per condurre una critica al presunto carattere "scientifico" del marxismo, il quale intendeva con questo appellativo distinguersi dalle dottrine precedenti. In effetti secondo Baczko il marxismo, pur tentando di analizzare in maniera scientifica le opere degli utopisti con grande attenzione alla differenza tra fantasia e anticipazione, conserva in sé le tracce di "pensiero utopico", individuabile nella previsione dell'uomo nuovo futuro, non di certo scientifica, che unitamente al mito rivoluzionario determinarono per certi tratti la fortuna della dottrina marxista, il suo dinamismo e la sua forza di penetrazione in molti ambienti intellettuali.
L'11 aprile 2006 divenne socio dell'Accademia delle scienze di Torino.

## Onorificenze e attestati
Premi
- 1990 : premio Biguet dell’Académie française per Comment sortir de la Terreur
- 1999 : premio della città di Ginevra
- 2011 : premio Balzan per i suoi lavori sui Lumi, Jean-Jacques Rousseau e la Rivoluzione Francese.

Titoli
- Membro dell'Institut international de philosophie
- Membro del comitato della « Société Jean-Jacques Rousseau »
- Dottore honoris causa dell'università delle scienze umane di Strasburgo nel 1981
- Dottore honoris causa dell'università di Tours nel 1999

## Pubblicazioni (selezione)
Testo tradotto in francese
- Rousseau, solitude et communauté, trad. di Claire Brendhel-Lamhout, Paris-La Haye, Mouton ; Parigi, École pratique des hautes études, 1974

Testi scritti in francese
- Lumières de l'utopie, Parigi, Payot, 1978
  - L'utopia. Immaginazione sociale e rappresentazioni utopiche nell'età dell'illuminismo, Torino, Einaudi,  1979
- Une éducation pour la démocratie : textes et projets de l'époque révolutionnaire, Parigi, Garnier frères, 1982
  - Un'educazione per la democrazia. Testi e progetti del periodo rivoluzionario, Padova, Casadeilibri, 2009
- Les Imaginaires sociaux : mémoires et espoirs collectifs, Parigi, Payot, 1984
- Le Calendrier républicain. Décréter l'éternité in Pierre Nora (curatore), Les Lieux de Mémoire, Volume 1 (La République), p. 3783, Parigi, Gallimard, 1984
- Capitoli dal titolo: Thermidoriens; Instruction publique (nell'edizione del 1992); Lumières; Vandalisme in Dictionnaire critique de la Révolution française, a cura di Mona Ozouf e François Furet, Parigi, Flammarion, 1988, riedizione ampliata 1992
  - Termidoriani; Lumi; Vandalismo in Dizionario critico della rivoluzione francese (1988, 1992), 2 volumi, Milano, Bompiani, 1994
- Comment sortir de la Terreur : Thermidor et la Révolution, Parigi, Gallimard, collana NRF Essais, 1989
- Job, mon ami : promesses du bonheur et fatalité du mal, Parigi, Gallimard, collana NRF Essais, 1997
- Politiques de la Révolution française, Parigi, Gallimard, collana Folio Histoire, 2008
- Utopia, in Enciclopedia Einaudi, volume XIV, Torino, Einaudi, 1981
- Un Washington manqué: Napoléon Bonaparte, in Politiques de la Révolution française, Parigi, Gallimard, 2008
  - Napoleone e Washington. Bonaparte e il modello americano dal Consolato all'Impero, Roma, Donzelli 2009.